# Aida Rejzović
Aida Rejzović, född 14 december 1987 i Brčko i SR Bosnien och Hercegovina i Jugoslavien, är en svensk volleybollspelare av bosniskt ursprung.
Hon spelade i Sveriges seniorlandslag 2006-2013 samt med juniorlandslaget. 2003-2006. På klubbivå har hon blivit svensk mästare tre gånger (2008, 2010 och 2013) och svensk cupmästare en gång (2013).